# Discografia degli Haloo Helsinki!
Questa pagina contiene l'intera discografia degli Haloo Helsinki! dagli esordi fino ad ora.

## Album in studio
| Anno | Album                         | Posizione | Vendite | Certificazione   |
| ---- | ----------------------------- | --------- | ------- | ---------------- |
| 2008 | Haloo Helsinki!               | 6         | —       | —                |
| 2009 | Enemmän kuin elää             | 7         | —       | —                |
| 2011 | III                           | 8         | 22 264  | Disco di platino |
| 2013 | Maailma on tehty meitä varten | 1         | 32 594  | Disco di platino |
| 2014 | Kiitos ei ole kirosana        | 1         | 30 915  | Disco di platino |
| 2017 | Hulluuden Highway             | 1         | —       | —                |

## Extended play
| Anno | Titolo     | Posizione | Vendite | Certificazione |
| ---- | ---------- | --------- | ------- | -------------- |
| 2018 | TEXAS - EP | —         | —       | —              |

## Raccolte
| Anno | Titolo                               | Posizione | Vendite | Certificazione |
| ---- | ------------------------------------ | --------- | ------- | -------------- |
| 2012 | Helsingistä maailman toiselle puolen | 49        | —       | —              |
| 2017 | Haloo Box!                           | 10        | —       | —              |

## Album live
| Anno | Titolo | Posizione | Vendite | Certificazione |
| ---- | ------ | --------- | ------- | -------------- |
| 2015 | Arena  | 4         | —       | —              |

## Singoli
| Anno | Singolo                                      | Posizione | Posizione | Posizione | Posizione | Vendite          | Certificazione                | Album             |
| Anno | Singolo                                      | SL        | LL        | RL        | StL       | Vendite          | Certificazione                | Album             |
| ---- | -------------------------------------------- | --------- | --------- | --------- | --------- | ---------------- | ----------------------------- | ----------------- |
| 2007 | Haloo Helsinki!                              | —         | —         | —         |           | —                | —                             | Haloo Helsinki!   |
| 2008 | Perjantaina                                  | —         | —         | —         | —         | —                |                               | Haloo Helsinki!   |
| 2008 | Vieri vesi vieri                             | —         | —         | —         | —         | —                |                               | Haloo Helsinki!   |
| 2008 | Yksinäiset                                   | —         | —         | —         | —         | —                |                               | Haloo Helsinki!   |
| 2009 | Jos elämä ois helppoo                        | —         | 25        | —         | —         | —                | Enemmän kuin elää             |                   |
| 2009 | Mun sydän sanoo niin                         | —         | —         | —         | —         | —                | Enemmän kuin elää             |                   |
| 2009 | Ei Eerika pääse taivaaseen                   | —         | 24        | —         | —         | —                | Enemmän kuin elää             |                   |
| 2009 | Valherakkaus                                 | —         | —         | —         | —         | —                | Enemmän kuin elää             |                   |
| 2011 | Kokeile minua                                | —         | —         | —         | —         | —                | III                           |                   |
| 2011 | Maailman toisella puolen                     | 3         | 2         | 50        | 12 226    | Disco di platino | III                           |                   |
| 2011 | Kuule minua                                  | 9         | 9         | —         | —         | —                | III                           |                   |
| 2012 | Jos mun pokka pettää                         | 8         | 7         | 46        | —         | —                | III                           |                   |
| 2012 | Huuda!                                       | 8         | 4         | 39        | —         | —                | Maailma on tehty meitä varten |                   |
| 2013 | Vapaus käteen jää                            | 2         | 1         | 17        | 6 041     | Disco d'oro      | Maailma on tehty meitä varten |                   |
| 2013 | Maailma on tehty meitä varten                | 14        | 3         | 29        | —         | —                | Maailma on tehty meitä varten |                   |
| 2013 | Carpe diem                                   | —         | —         | 21        | —         | —                | Maailma on tehty meitä varten |                   |
| 2014 | Beibi                                        | 1         | 1         | 1         | —         | —                | Kiitos ei ole kirosana        |                   |
| 2014 | Vihaan kyllästynyt                           | 10        | 17        | 1         | —         | —                | Kiitos ei ole kirosana        |                   |
| 2015 | Kiitos ei ole kirosana                       | 4         | 6         | 1         | —         | —                | Kiitos ei ole kirosana        |                   |
| 2015 | Kuussa tuulee                                | 20        | 10        | 1         | —         | —                | Kiitos ei ole kirosana        |                   |
| 2015 | Pulp Fiction                                 | 16        | 4         | 1         | —         | —                | Kiitos ei ole kirosana        |                   |
| 2016 | Rakas                                        | 2         | 2         | 1         | 2         | —                | —                             | Hulluuden Highway |
| 2017 | Hulluuden Highway                            | 2         | 1         | 2         | 2         | —                | —                             | Hulluuden Highway |
| 2017 | Oh No Let's Go                               | —         | —         | 32        | 37        | —                | —                             | Hulluuden Highway |
| 2017 | Tuntematon                                   | 14        | 4         | 17        | 14        | —                | —                             | Haloo Box!        |
| 2017 | Joulun kanssas jaan (feat. Cantores Minores) | 6         | —         | 12        | —         | —                | —                             | —                 |
| 2018 | TEXAS (feat. JVG)                            | 1         | —         | 34        | —         | —                | —                             | TEXAS - EP        |

## Altri brani musicali
| Anno | Singolo                               | Posizione | Posizione | Posizione | Posizione | Vendite | Certificazione | Album                         |
| Anno | Singolo                               | SL        | LL        | RL        | StL       | Vendite | Certificazione | Album                         |
| ---- | ------------------------------------- | --------- | --------- | --------- | --------- | ------- | -------------- | ----------------------------- |
| 2014 | Lähtovalmiina                         | —         | —         | 33        | —         | —       | —              | Maailma on tehty meitä varten |
| 2014 | Köpis 2012                            | 16        | —         | —         | —         | —       | —              | Kiitos ei ole kirosana        |
| 2014 | Nainen jonka ympärille tuolit tuodaan | 18        | —         | —         | —         | —       | —              | Kiitos ei ole kirosana        |
| 2015 | Parempaan päin                        | —         | 27        | —         | —         | —       | —              | Kiitos ei ole kirosana        |
| 2017 | Halleluja                             | —         | —         | —         | 42        | —       | —              | Hulluuden Highway             |
| 2017 | Hei Haloo!                            | —         | —         | —         | 29        | —       | —              | Hulluuden Highway             |
| 2017 | Kärpästen herra                       | —         | —         | —         | 22        | —       | —              | Hulluuden Highway             |
| 2017 | Laula lujempaa (Show Must Go On)      | —         | —         | —         | 41        | —       | —              | Hulluuden Highway             |
| 2017 | Rakasta mua nyt                       | —         | —         | —         | 24        | —       | —              | Hulluuden Highway             |
| 2017 | Saatanan Zen                          | —         | —         | —         | 40        | —       | —              | Hulluuden Highway             |
| 2017 | Terveisin mä                          | —         | —         | —         | 44        | —       | —              | Hulluuden Highway             |
| 2017 | Tää rakkaus ei lopu koskaan           | —         | —         | —         | 33        | —       | —              | Hulluuden Highway             |

## Video musicali
| Anno | Singolo                       | Regista                         | Video  |
| ---- | ----------------------------- | ------------------------------- | ------ |
| 2007 | Haloo Helsinki!               | —                               | [ 44 ] |
| 2008 | Perjantaina                   | —                               | [ 45 ] |
| 2008 | Vieri vesi vieri              | —                               | [ 46 ] |
| 2008 | Yksinäiset                    | —                               | [ 47 ] |
| 2009 | Jos elämä ois helppoo         | —                               | [ 48 ] |
| 2009 | Mun sydän sanoo niin          | —                               | [ 49 ] |
| 2009 | Ei Eerika pääse taivaaseen    | —                               | [ 50 ] |
| 2009 | Valherakkaus                  | —                               | [ 51 ] |
| 2011 | Kokeile minua                 | —                               | [ 52 ] |
| 2011 | Maailman toisella puolen      | —                               | [ 53 ] |
| 2011 | Kuule minua                   | —                               | [ 54 ] |
| 2012 | Jos mun pokka pettää          | —                               | [ 55 ] |
| 2012 | Huuda!                        | —                               | [ 56 ] |
| 2013 | Vapaus käteen jää             | Aku Louhimies                   | [ 57 ] |
| 2013 | Maailma on tehty meitä varten | —                               | [ 58 ] |
| 2013 | Carpe diem                    | —                               | [ 59 ] |
| 2014 | Beibi                         | Sami Joensuu                    | [ 60 ] |
| 2014 | Vihaan kyllästynyt            | Sami Joensuu                    | [ 61 ] |
| 2014 | Beibi (live)                  | —                               | [ 62 ] |
| 2015 | Kiitos ei ole kirosana        | Herra Ylppö e Gabi Hakanen      | [ 63 ] |
| 2015 | Kuussa tulee                  | —                               | [ 64 ] |
| 2015 | Pulp Fiction                  | Herra Ylppö                     | [ 65 ] |
| 2015 | Seitsemän miljardii           | —                               | [ 66 ] |
| 2016 | Rakas                         | Herra Ylppö                     | [ 67 ] |
| 2017 | Hulluuden Highway             | Herra Ylppö                     | [ 68 ] |
| 2017 | Oh No Let's Go                | —                               | [ 69 ] |
| 2017 | Tuntematon                    | Aku Louhimies e Aleksi Koskinen | [ 70 ] |
| 2017 | Joulun kanssas jaan           | Herra Ylppö                     | [ 71 ] |
| 2018 | TEXAS                         | Herra Ylppö                     | [ 72 ] |